# Supercoppa italiana 2002 (calcio femminile)
La Supercoppa italiana 2002 di calcio femminile si è disputata sabato 7 settembre 2002 allo Stadio Luigi Muzi di Orvieto. La sfida ha visto contrapposte la Lazio, vincitrice della Serie A 2001-2002, contro il Foroni Verona, vincitore della Coppa Italia 2001-2002.
A conquistare il titolo è stato il Foroni Verona (al suo primo successo), grazie ad una doppietta di Silvia Tagliacarne.

## Curiosità
Curiosamente, anche lo scudetto era stato assegnato dopo una finale: le due squadre, infatti, erano arrivate prime ex aequo in classifica (72 punti a testa) e con lo stesso numero di risultati (23 vittorie e 3 pareggi), nonché in parità negli scontri diretti (1-1 a Roma, 0-0 a Verona). Terminò in pareggio anche lo spareggio (2-2) nonostante 120 minuti intensissimi, e solo ai rigori la spuntò la Lazio (7-6).
Le due squadre si sarebbero poi incontrate di nuovo due settimane dopo lo spareggio-scudetto, per la finale di Coppa Italia, dove stavolta la spuntarono le veronesi per 1-0.

## Tabellino
| Arbitro: | Bonini (Perugia) |

|  |           |                      |
|  | Marcatori | 33’, 63’ Tagliacarne |

| Lazio | Foroni Verona |

### Formazioni
| Lazio CF        |    |                    |         |
|                 |    |                    |         |
| P               | 1  | Virva Junkkari     |         |
| D               | 2  | Francesca Muzzi    |         |
| D               | 3  | Valentina Lanzieri |         |
| D               | 4  | Gioia Masia        |         |
| D               | 5  | Maria Sorvillo     |         |
| C               | 6  | Adele Frollani     |         |
| C               | 7  | Tatiana Zorri      |         |
| C               | 8  | Katia Serra        | 55’     |
| C               | 9  | Patrizia Panico    |         |
| A               | 10 | Selena Mazzantini  |         |
| A               | 11 | Patrizia Sberti    | 50’     |
| A disposizione: |    |                    |         |
| A               |    | Teresina Marsico   | 50’ 69’ |
| C               |    | Monica Caprini     | 55’     |
| Allenatore:     |    |                    |         |
| Antonio Nosdeo  |    |                    |         |

| Foroni Verona                     |    |                            |         |
|                                   |    |                            |         |
| P                                 | 1  | Fabiana Comin              |         |
| D                                 | 2  | Daniela Tavalazzi          |         |
| D                                 | 3  | Giulia Perelli             |         |
| D                                 | 4  | Moira Placchi              |         |
| D                                 | 5  | Elena Ficarelli            |         |
| C                                 | 6  | Federica D'Astolfo         |         |
| C                                 | 7  | Marina Pellizzer           |         |
| C                                 | 8  | Piera Cassandra Maglio 63’ |         |
| C                                 | 9  | Elisa Camporese            | 86’ 56’ |
| A                                 | 10 | Silvia Tagliacarne         |         |
| A                                 | 11 | Rita Guarino               | 80’     |
| A disposizione:                   |    |                            |         |
| A                                 |    | Marcella Gozzi             |         |
| C                                 |    | Sara Boldini               |         |
| Allenatore:                       |    |                            |         |
| Leonardo Donella/Milena Bertolini |    |                            |         |